# Léocadie Salaün-Penquer

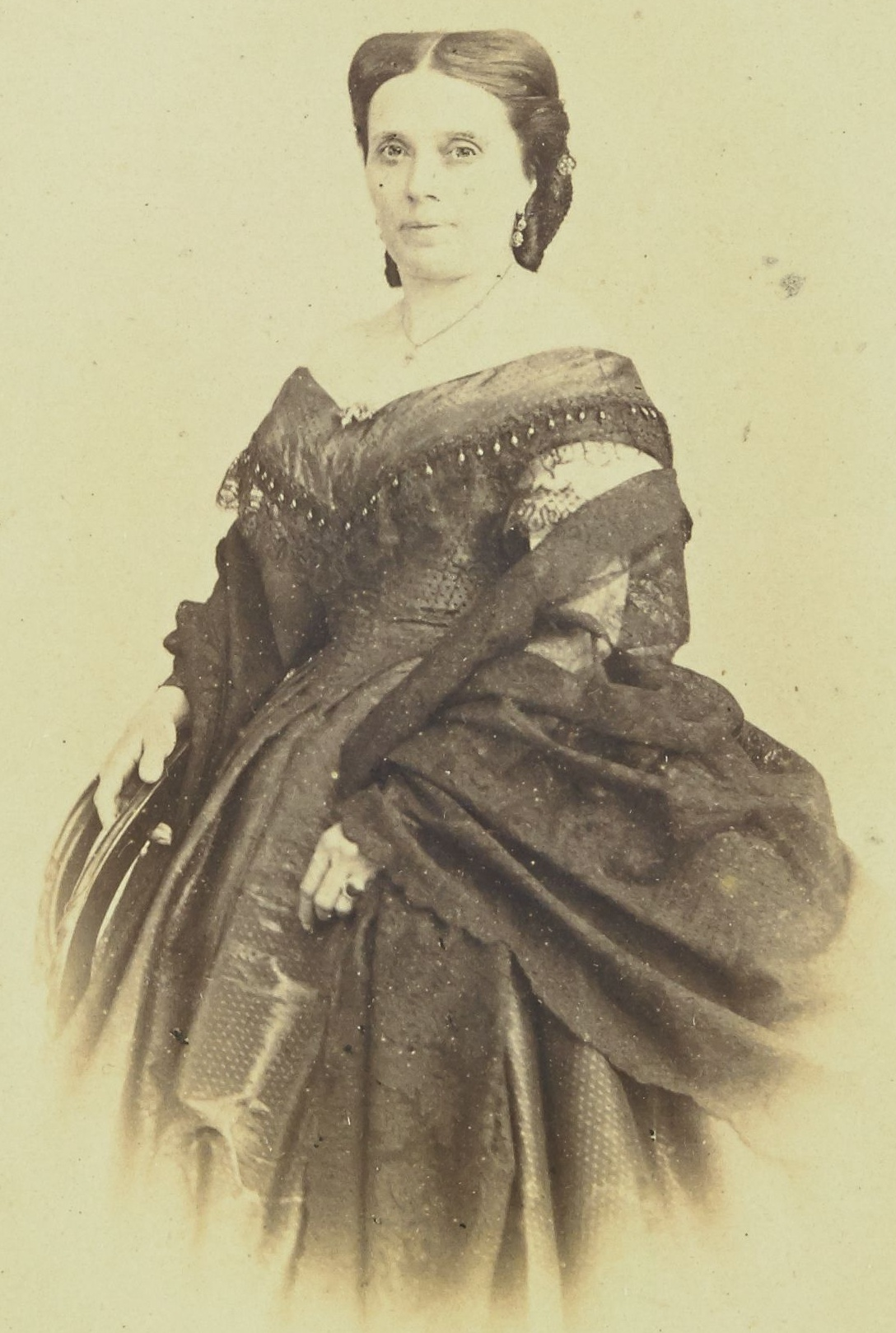
Léocadie Penquer (1. Juli 1865)

Léocadie Salaün-Penquer, auch Léocadie Hersent-Penquer (* 14. Februar 1817 auf Château de Kerouartz in Lannilis (Département Finistère); † 19. Dezember 1889 in Brest) war eine französische Schriftstellerin.
Salaün-Penquer stammte aus einer alten bretonischen Familie. Ihr Vater war der Arzt Jacques Hersent und ihr Großvater mütterlicherseits der General Marc-Antoine Coban (1763–1813).
Durch ihren Großvater lernte Salaün-Penquer den Offizier Victor Burle kennen und heiratete ihn um 1842. 1849 wurde sie mit 32 Jahren Witwe und heiratete am 15. September 1851 in zweiter Ehe den Arzt Auguste Salaün-Penquer. Mit ihrem Ehemann ließ sich Salaün-Penquer in dessen Heimatstadt Brest nieder.
So oft es ihr möglich war, vor allem aber in den Wintermonaten, war Salaün-Penquer regelmäßiger Gast in vielen Pariser Salons. Bei diesen Besuchen lernte sie u. a. die Schriftsteller José-Maria de Heredia, Victor Hugo, Alphonse de Lamartine und Charles Leconte de Lisle kennen. Hugo unterstützte und förderte sie bei ihren Veröffentlichungen und über Leconte de Lisle wurde ihr der Weg zu den anderen Parnassiens geebnet. Heute zählt man sie selbst zum Umfeld dieser literarischen Vereinigung.
Nach dem Vorbild der Pariser Salons veranstaltete Salaün-Penquer auch in ihrem Hause in Brest literarische Soireen, auf denen sie ebenfalls – wie in Paris – aus ihren neuesten Werken vorlas. Zusammen mit ihrem Ehemann Auguste, der von 1871 bis 1881 Bürgermeister von Brest war, gehörte sie 1875 zu den Gründern des Musée des beaux-arts de Brest.
Als 1882 ihr Ehemann Auguste starb, beauftragte sie den Bildhauer Frédéric-Auguste Bartholdi mit der Gestaltung des Grabes. Ab dieser Zeit zog sie sich vom gesellschaftlichen Leben zurück und starb sieben Wochen vor ihrem 72. Geburtstag am 19. Dezember 1889 in Brest.

## Werke (Auswahl)
Erzählungen und Gedichte
- A propos des arbres du Luxembourg. 1866
- Les chants du foyer. 1862
- Mes nuits. 1891 (posthum publiziert)
- La payse. 1888
- Les révélations poétiques. 1864
- Vélléda. 1868

Theaterstücke
- Marcelline. 1870
- L'œillet rose. 1874
- Syndoryx. Le barde de Penmarc'h. 1870